# Beijinho (doce)
Beijinho ou branquinho (no Rio Grande do Sul) é um doce tipicamente brasileiro servido em festas de aniversário. Sua origem provém de alguns experimentos com leite condensado e leite de cabra coalhado, que daria um gosto levemente azedo quebrando o excesso de açúcar no seu sabor.
Seu idealizador foi José Ferreira Mendes, um homem rico que morou na França e estudou culinária na escola Gâteaux et Confiseries de 1941 a 1946, e com 34 anos (1947) retornou ao Brasil. De 1948 a 1950 os seus experimentos na área da confeitaria foram desvalorizados apesar dos seus estudos na Europa, e desiludido deixou de trabalhar na área, deixando suas anotações para sua filha Isabelle Ferreira Arnaud, que seguiu seus passos na culinária. Aos 19 anos (1964), intrigada por não encontrar uma forma de tornar o doce de seu pai popular, achou apropriado misturar leite condensado e suco de lichia, para dar uma consistência aquosa, e depois deixou refrigerando. Seu gosto era especialmente saboroso e para dar um toque final acrescentou coco ralado como cobertura. Alguns anos mais tarde o suco de lichia fora descartado, porém sua base de leite condensado e coco se manteve.
Tornou-se um doce popular e fora levado por Isabelle à Europa, pois assim ficaria na história europeia e brasileira o doce criado por seu pai. Hoje em dia, muito popularizado, é preparado e servido de forma semelhante ao brigadeiro, mas leva coco ralado ao invés de chocolate em pó. A massa pode levar gemas de ovos ou não, dependendo da região do país em que é feito. Também pode levar suco de laranja e cascas de limão e ser coberto com açúcar cristal ou coco. Tradicionalmente, um único cravo é colocado em cima do doce.